# 七ッ池町
七ッ池町（ななついけまち）は、福島県郡山市に所在する町丁である。郵便番号は963-8831。

## 地理
郡山市役所本庁所管地域である市街中心部に属する。北で深沢、北東角で愛宕町、東で山根町、南で香久池、東で菜根とそれぞれ隣接する。中心市街地中部に位置し、住居表示が実施されている。静御前通り南側、一級市道29号荒井長者線東側沿線の一角を範囲とする。住宅地が広がり、静御前通りや市道29号沿い等に沿い店舗や事務所が点在する。久留米に所在する郡山警察署久留米交番、および堂前町に所在する郡山消防署本署がそれぞれ管轄にあたる。

## 世帯数と人口
2024年1月1日現在の世帯数と人口は以下の通りである。
| 町丁     | 世帯数  | 人口    |
| -------- | ------- | ------- |
| 七ッ池町 | 523世帯 | 1,105人 |

## 小・中学校の学区
市立小・中学校に通う場合、学区は以下の通りとなる。
| 番地 | 小学校           | 中学校                 |
| ---- | ---------------- | ---------------------- |
| 全域 | 郡山市立橘小学校 | 郡山市立郡山第三中学校 |

## 交通

### 道路
- 一級市道29号荒井長者線
- 一級市道31号大町大槻線（静御前通り）

## 施設等
- セブンイレブン 郡山七ツ池店
- 麓山神社